# Wallonia Association Namur (3625)
Wallonia Association Namur was een Belgische voetbalclub uit Namen. WA Namur was aangesloten bij de KBVB met stamnummer 3625 en had geel en zwart als kleuren. De club was in 1941 ontstaan na het verdwijnen van de gelijknamige club met stamnummer 173, maar verdween in 1998 eveneens in een fusie. De club speelde anderhalf decennium in de nationale reeksen.

## Geschiedenis
In 1922 was in Namen voetbalclub Wallonia Association Namur opgericht. Deze club had bij de invoering van de stamnummers in 1926 nummer 173 gekregen. WA Namur speelde in de jaren 30 verschillende seizoenen in de nationale reeksen, waaronder een jaar op het tweede niveau. Tijdens de Tweede Wereldoorlog, in 1941 verdween deze club echter bij een officieuze fusie met Namur Sports, waarbij Union Royale Namur ontstond, aangesloten bij de Belgische Voetbalbond met stamnummer 156.
Uit onvrede werd echter al gauw een nieuw Wallonia Association Namur opgericht, dat zich bij de Voetbalbond aansloot met het nieuwe stamnummer 3625. Deze club ging opnieuw van start in de laagste reeksen. WA Namur bleef de volgende jaren in de provinciale reeksen spelen.
De club klom gestaag op en in 1959 bereikte de club voor het eerste de nationale bevorderingsreeksen of Vierde Klasse, twee decennia nadat de voorganger van de club was verdwenen uit het nationaal voetbal. WA Namur kon zich even handhaven in Vierde Klasse, maar eindigde in zijn tweede seizoen afgetekend op een laatste plaats. De club zakte zo in 1961 weer naar de provinciale reeksen.
WA Namur bleef in de provinciale reeksen, tot het in 1976 na anderhalf decennium nog eens promoveerde naar Vierde Klasse. Ditmaal haalde de club er betere resultaten en eindigde al in het eerste seizoen op een derde plaats. Na nog een paar jaar in de middenmoot won WA Namur in 1980 zijn reeks en promoveerde zo verder naar Derde Klasse.
Het verblijf in Derde Klasse verliep moeizaam en men kon verschillende seizoenen na elkaar maar net de degradatieplaatsen ontlopen. Desondanks speelde in deze periode de oude Naamse voetbalclub, UR Namur, in Vierde Klasse en zelfs een paar seizoenen in Eerste Provinciale en zo was in de eerste helft van de jaren 80 WA Namur de eerste club van de stad Namen. Uiteindelijk werd men in 1985 laatste en zo zakte WA Namur na vijf jaar weer naar Vierde Klasse. Daar kreeg men in 1986 ook het gezelschap van stadsgenoot UR Namur, dat weer bezig was aan een opmars. Er volgden nog enkele seizoenen in de middenmoot in Vierde tot men er in 1989 op een degradatieplaats eindigde. Na 13 jaar onafgebroken nationaal voetbal zakte WA Namur weer naar de provinciale reeksen.
In 1991 fusioneerde de club met het naburige Etoile Jaune Erpent, een jonge club die bij de KBVB was aangesloten met stamnummer 7922. De fusieclub ging als Wallonia Erpent Jambes verder met stamnummer 3625 van Namur. In 1995 keerde men al terug naar de vroegere benaming en de naam werd opnieuw Wallonia Association Namur. De club zakte echter verder weg in de provinciale reeksen. In 1998 volgde opnieuw een fusie. WA Namur was op dat moment gezakt naar Derde Provinciale en ging men samen met US Namur. Die club was bij de KBVB aangesloten met stamnummer 4516 en had in 1994/95 nog een seizoen in Vierde Klasse gespeeld. De fusieclub werd Racing Wallonia Saint-Servais genoemd en speelde verder met stamnummer 4516 van US Namur. Stamnummer 3625 van WA Namur werd definitief geschrapt, meer dan een halve eeuw nadat de voorganger met stamnummer 173 ook was verdwenen. De fusieclub zou nog een paar jaar in de hogere provinciale reeksen spelen, maar zou in 2002 eveneens opgaan in UR Namur en verdwijnen.